# Crimson White & Indigo
Crimson White & Indigo è un album dal vivo del gruppo musicale statunitense Grateful Dead, pubblicato nel 2010.

## Tracce

### Disco 1
1. Hell In A Bucket (Bob Weir, John Barlow) – 6:49
2. Iko Iko (James "Sugar Boy" Crawford) – 7:46
3. Little Red Rooster (Willie Dixon) – 9:32
4. Ramble On Rose (Jerry Garcia, Robert Hunter) – 7:35
5. Stuck Inside of Mobile with the Memphis Blues Again (Bob Dylan) – 9:17
6. Loser (Garcia, Hunter) – 7:15
7. Let It Grow (Weir, Barlow) – 12:42
8. Blow Away (Brent Mydland, Barlow) – 12:28

### Disco 2
1. Box of Rain (Phil Lesh, Hunter) – 4:46
2. Scarlet Begonias (Garcia, Hunter) – 9:58
3. Fire on the Mountain (Mickey Hart, Hunter) – 13:42
4. Estimated Prophet (Weir, Barlow) – 9:12
5. Standing on the Moon (Garcia, Hunter) – 8:19
6. Rhythm Devils (Hart, Bill Kreutzmann) – 10:08

### Disco 3
1. Space (Garcia, Lesh, Weir) – 10:09
2. The Other One (Weir, Kreutzmann) – 7:47
3. Wharf Rat (Garcia, Hunter) – 10:32
4. Turn On Your Love Light (Joseph Scott, Deadric Malone) – 8:20
5. Knockin' on Heaven's Door (Dylan) – 8:41

## Formazione
- Jerry Garcia – chitarra, voce
- Keith Godchaux – piano
- Mickey Hart – batteria, percussioni
- Bill Kreutzmann – batteria, percussioni
- Phil Lesh – basso elettrico, voce
- Bob Weir – chitarra, voce